# Ross Davenport
Ross Davenport (* 23. Mai 1984 in Belper, Derbyshire) ist ein ehemaliger englischer Schwimmer.
Davenports favorisierte Distanzen sind die Freistilstrecken. Für England ging Davenport bei den Commonwealth Games 2006 an den Start. Über 200 m Freistil holte er die Goldmedaille. Außerdem wurde er Zweiter mit der 4 × 200 m-Freistilstaffel. 2008, bei den Kurzbahnweltmeisterschaften in Manchester gewann er mit der britischen 4 × 200-m-Freistilstaffel und neuem Europarekord die Silbermedaille. Er konnte sich für die Olympischen Sommerspiele 2008 in Peking über die 200 m Freistil und für die 4 × 200-m-Freistilstaffel qualifizieren. Dort erreichte er über 200 m Freistil den 10. Platz sowie mit der 4 × 100-m-Freistilstaffel den 8. und mit der 4 × 200-m-Freistilstaffel den 6. Platz.
Mit der 4 × 100-m-Freistilstaffel gewann Davenport bei den Commonwealth Games 2010 in Neu-Delhi die Silbermedaille.
Er studierte an der Loughborough University. Sein Bruder Ashley Davenport war auch Schwimmer.

## Rekorde
| Europarekorde (1)                                             | Europarekorde (1) | Europarekorde (1) | Europarekorde (1) |
| ------------------------------------------------------------- | ----------------- | ----------------- | ----------------- |
| 4 × 200 m Freistil (Kurzbahn) (mit Renwick, Hunter und Carry) | 06:56,52 min      | 10. April 2008    | Manchester        |
| (Stand: 8. August 2008)                                       |                   |                   |                   |

## Auszeichnungen
- BBC East Midlands Sports Personality of the Year 2006